# Хоксмур, Николас
Николас Хоксмур или Хоуксмур (англ. Nicholas Hawksmoor; 1661, Ноттингемшир — 25 марта 1736, Лондон) — английский архитектор. Был одним из ведущих мастеров специфичного позднего английского барокко и начала классицизма в архитектуре конца XVII — начала XVIII века, характерных для «стиля королевы Анны» и раннегеоргианского периода культуры Великобритании.
Хоксмур работал рядом с главными архитекторами того времени — сэром Кристофером Реном и Джоном Ванбру, участвовал в создании многих значимых построек: Собора Святого Павла, церквей Рена в Лондонском Сити, Госпиталя в Гринвиче, Бленхеймского дворца и замка Говард. Часть его работы справедливо была приписана ему только относительно недавно, а его влияние нашло своё отражение в творчестве некоторых поэтов и писателей XX века.

## Биография
Хоксмур родился в Ноттингемшире (центральная Англия) в 1661 году, в семье строителей, предположительно в Восточном Дрейтоне (англ.) или Рагнолле (англ.). После его смерти осталось имущество вблизи Рагнолла и дом с землей в Большом Дрейтоне. В точности неизвестно, где Николас получил начальное образование, но скорее всего оно было выше обычного. Джордж Вертью, чья семья имела собственность в той же части Ноттингемшира, что и семья Хоксмура, писал в 1731 году, что подростком Хоксмур был взят судьёй Меллуст в Йоркшире в качестве секретаря, где мистер Гоудж-старший занимался резьбой по потолку, впоследствии, мистер Хоксмур приехал в Лондон работать с сэром Кристофером Реном и так он стал архитектором.
Рен, прослышав про «раннее мастерство и одарённость» (early skill and genius) Хоксмура в архитектуре, взял его к себе работником в возрасте примерно восемнадцати лет. Сохранившийся альбом ранних зарисовок и заметок Хоксмура, некоторые из которых датированы 1680 и 1683 годами, содержит зарисовки его работ в Ноттингеме, Ковентри, Уорике, Бате, Бристоле, Оксфорде и Нортгемптоне. Эти, своего рода любительские наброски, находящиеся сейчас в художественной коллекции Королевского института британских архитекторов, показывают, что в возрасте двадцати двух лет он успешно осваивал методику своей новой профессии.
Его первым официальным назначением была должность заместителя геодезиста (Deputy Surveyor) в «команде» сэра Кристофера Рена, в Винчестерском дворце (1683—1685). Подпись Хоксмура появляется в контракте с производителями кирпича для Винчестерского дворца в ноябре 1684 года. Работая в Уайтхолле, Рен платил Хоксмуру 2 шиллинга в день в 1685 году, как своему помощнику.
В период с 1684 по 1700 годы, Николас Хоксмур работал с Кристофером Реном над такими проектами как госпиталь в Челси, собор Святого Павла, дворец Хэмптон-корт и Госпиталя в Гринвиче (Royal Naval Hospital) — «вершины реновского классицизма». Благодаря влиянию Рена на посту главного архитектора, Хоксмур был назначен ответственным за выполнение работ в Кенсингтонском дворце (1689) и помощником ответственного за выполнение работ в Гринвиче (1705).
В 1718 году, когда должность Рена занял Уильям Бенсон, архитектор — непрофессионал, Хоксмур был лишен своих обязанностей в пользу брата Бенсона. «Бедный Хоксмур» — писал Ванбру в 1721 году, «на какой варварский век пришлась его выдающаяся и гениальная работа. Что месье Кольбер дал бы такому человеку во Франции?». Лишь в 1726 году после смерти преемника Уильяма Бенсона, Томаса Хьюета, Хоксмуру вернули должность, однако не руководящую, она была занята Филткрофтом. В 1696 году Хоксмур был назначен ответственным за проектирование канализационной системы Вестминстера, но, снят в 1700 году, за непосещение заседаний законодательного собрания.
Затем Хоксмур какое-то время работал с Джоном Ванбру, помогая ему в строительстве Бленхеймского дворца для Джона Черчилля, 1-го герцога Мальборо. С 1705 года, после окончательного разлада Ванбру с требовательной герцогиней Мальборо, Хоксмур взял на себя полную ответственность за строительство этого дворца, а также замка для Чарльза Говарда, ставшим впоследствии третьим графом Карлайлем. В июле 1721 году Ванбру, будучи главным архитектором, назначил Хоксмура своим заместителем.
Николас Хоксмур скончался 25 марта 1736 года в своем доме в Мильбанке в центре Лондона от «подагры желудка» (Gout of the stomach). Последние двадцать лет своей жизни он страдал слабым здоровьем и часто был прикован к постели до такой степени, что едва ли мог написать свое имя.

## Архитектурное творчество
С 1700 года Хоксмур слыл опытным мастером, и в течение следующих двадцати лет он занимал одно из ведущих мест в английской архитектуре специфичного классицизирующего барокко, или «стиле королевы Анны», а также раннегеоргианского стиля — раннего английского классицизма и палладианства.
Важное значение в этот период для английской архитектуры имели труды Э.-К. Шефтсбери, поклонника античности и классического итальянского искусства, но более всего — деятельность лорда Р. Б. Бёрлингтона. Именно в это время, при поддержке и непосредственном участии лорда Бёрлингтона архитектор Колин Кэмпбелл смог осуществить знаменитое издание «Британский Витрувий, или Британский архитектор» (Vitruvius Britannicus, or the British Architect..). Оно было опубликовано в 3-х томах в 1715—1725 годах (последующие издания: 1767, 1771) и имело важное значение в истории европейской архитектуры. Три тома были изданы по подписке, среди подписчиков были члены королевской семьи, многие меценаты, архитекторы и их заказчики. В сущности, это был развёрнутый иллюстрированный каталог построек английского классицизма, включающий проекты лорда Бёрлингтона, сэра Кристофера Рена, самого Кэмпбелла, Николаса Хоксмура, Уильяма Кента, Иниго Джонса и других архитекторов-палладианцев.
Хоксмур, в отличие от многих своих коллег, не был в Италии, поэтому апеллируя к античности, он рассматривал формирующийся в его время классицизм как сочетание неких отвлечённых классических форм и традиций национальной английской готики, что стимулировало его интерес к изучению эпохи aнглийского средневековья, итальянской готики и раннего итальянского Возрождения. Об этом свидетельствует внимание Хоксмура к публикациям рисунков фасада Миланского собора, церкви Сан-Петронио в Болонье и проекта 1733 года Жака Габриэля западного фасада Собора в Орлеане.
Завершая после кончины Кристофера Рена строительство Госпиталя в Гринвиче, Хоксмур следовал стилю специфичного английского барокко с элементами национальной готики, одновременно учитывая эстетику, сформировавшуюся в эпоху Реставрации Стюартов. Так формировался раннегеоргианский классицизм, проявившийся во многих постройках сэра К. Рена, Госпиталя в Гринвиче Рена-Хоксмура, церкви Христа в Лондоне и многих других постройках.

## Галерея

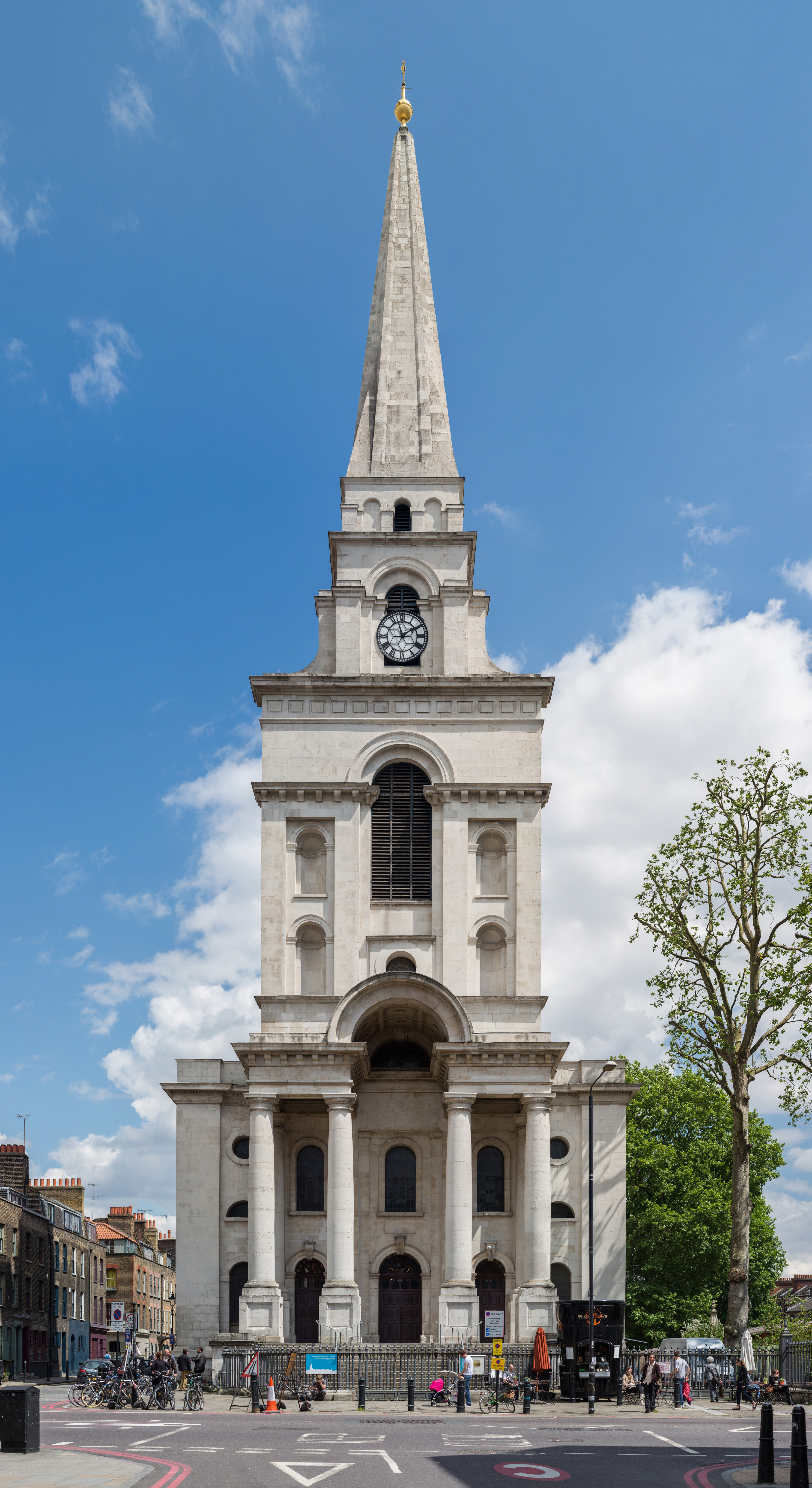
Церковь Христа в Спиталфилдс, Лондон. 1714—1729. Западный фасад
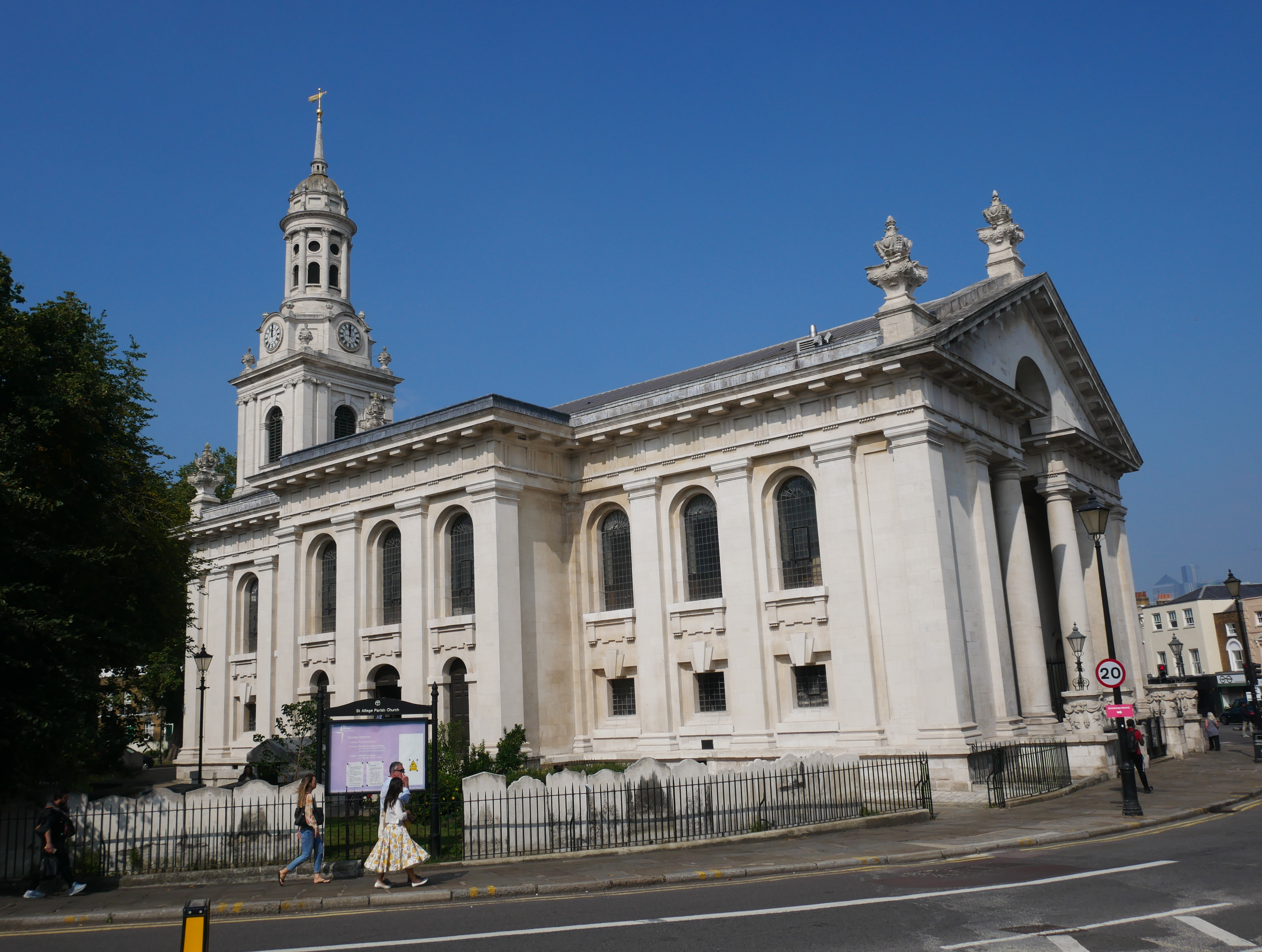
Церковь Святого Альфеджа. Вид с юго-востока. 1712—1718. Гринвич
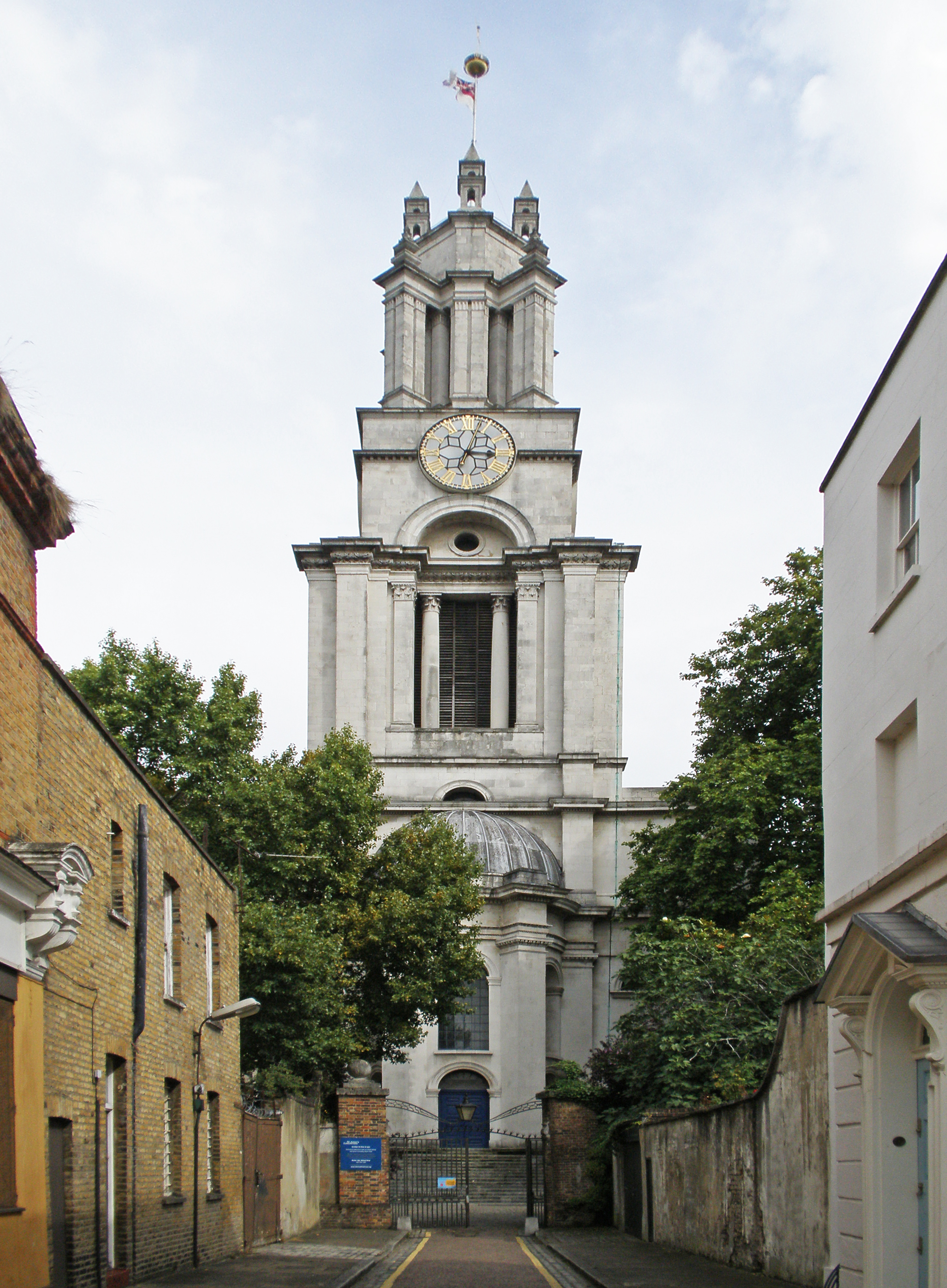
«Лайм-хаус Святой Анны». 1714–1730
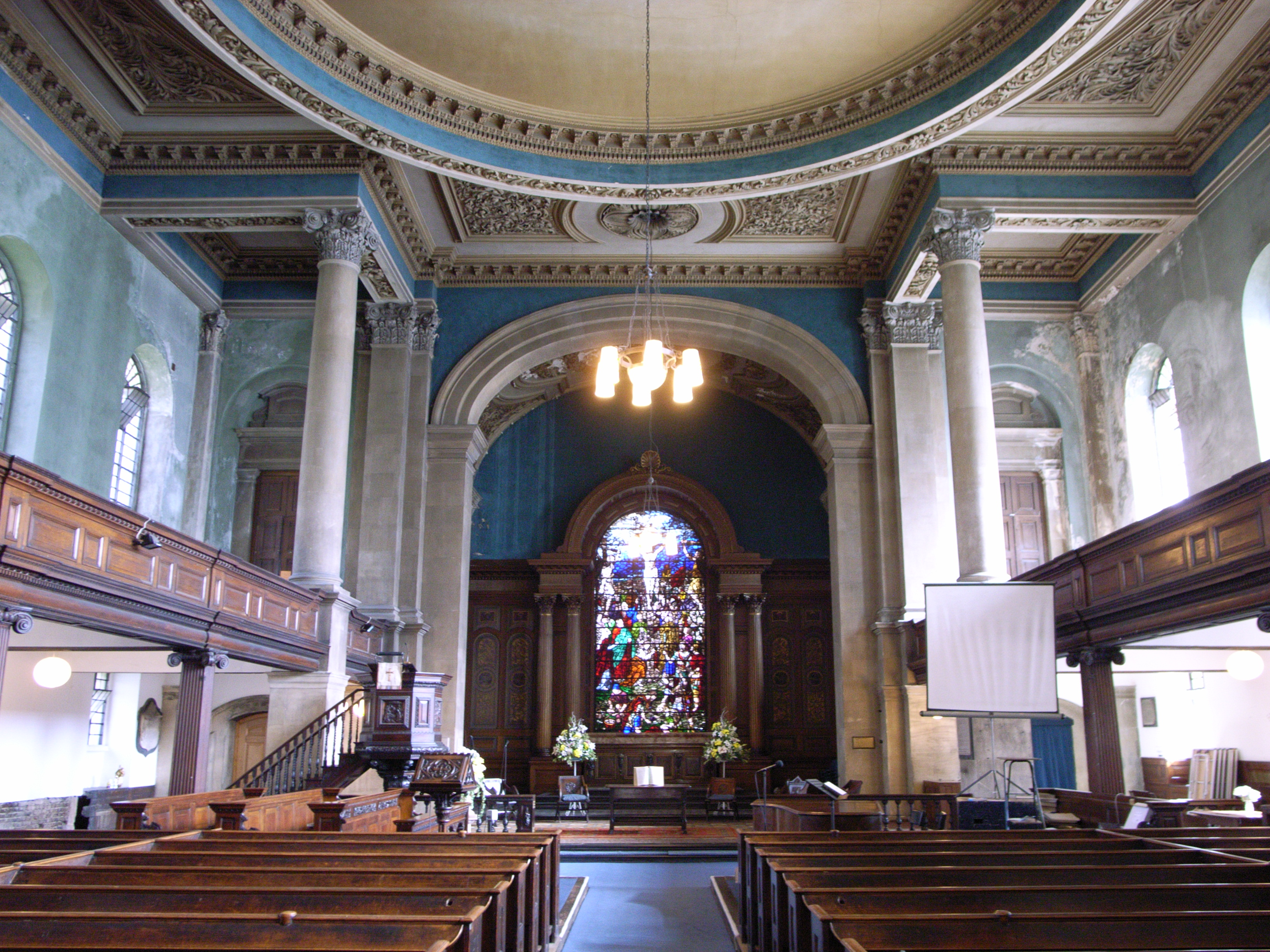
Лайм-хаус. Интерьер
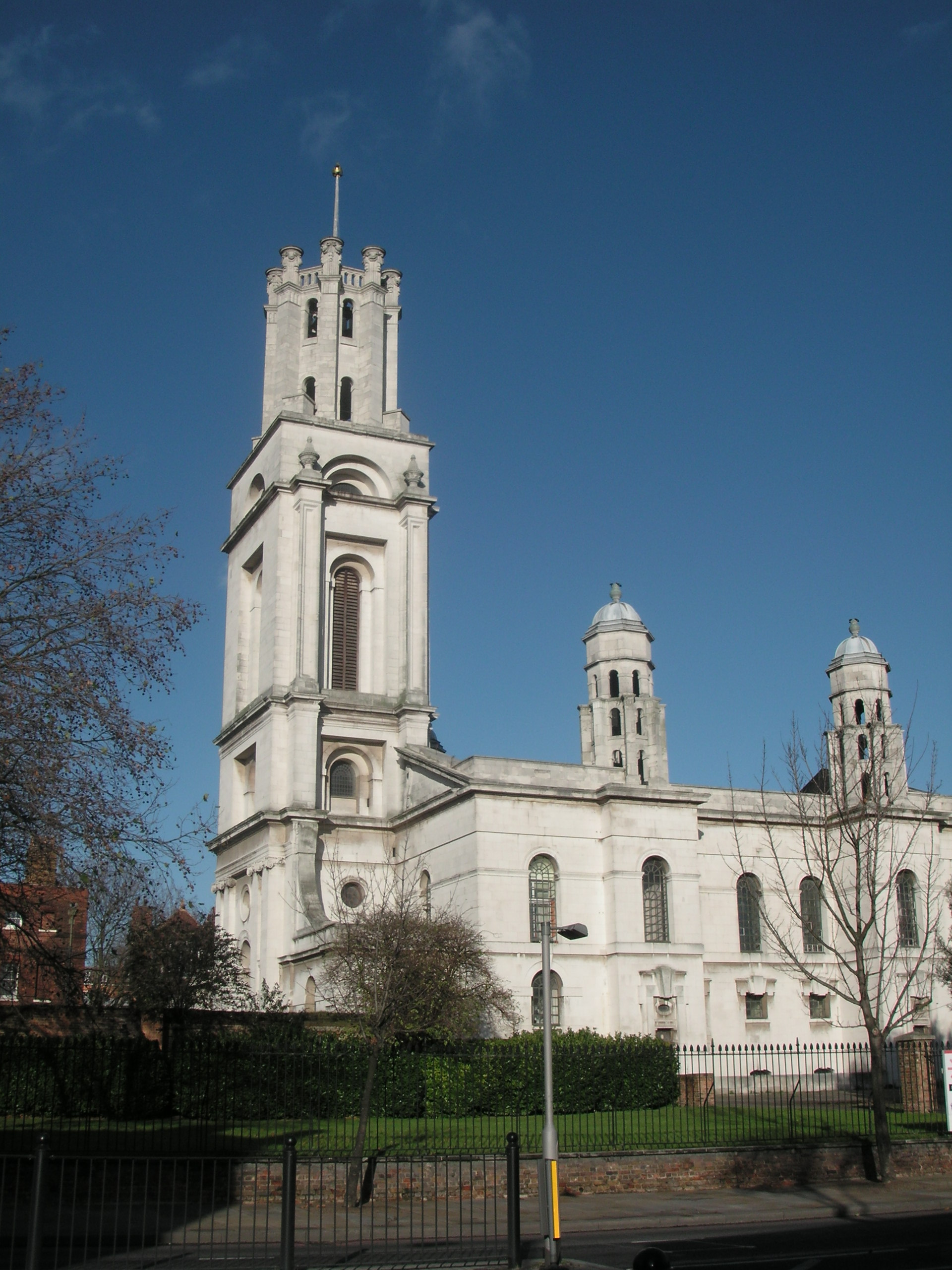
«Церковь Святого Георгия на Востоке». 1714–1729. Ист-Энд, Лондон
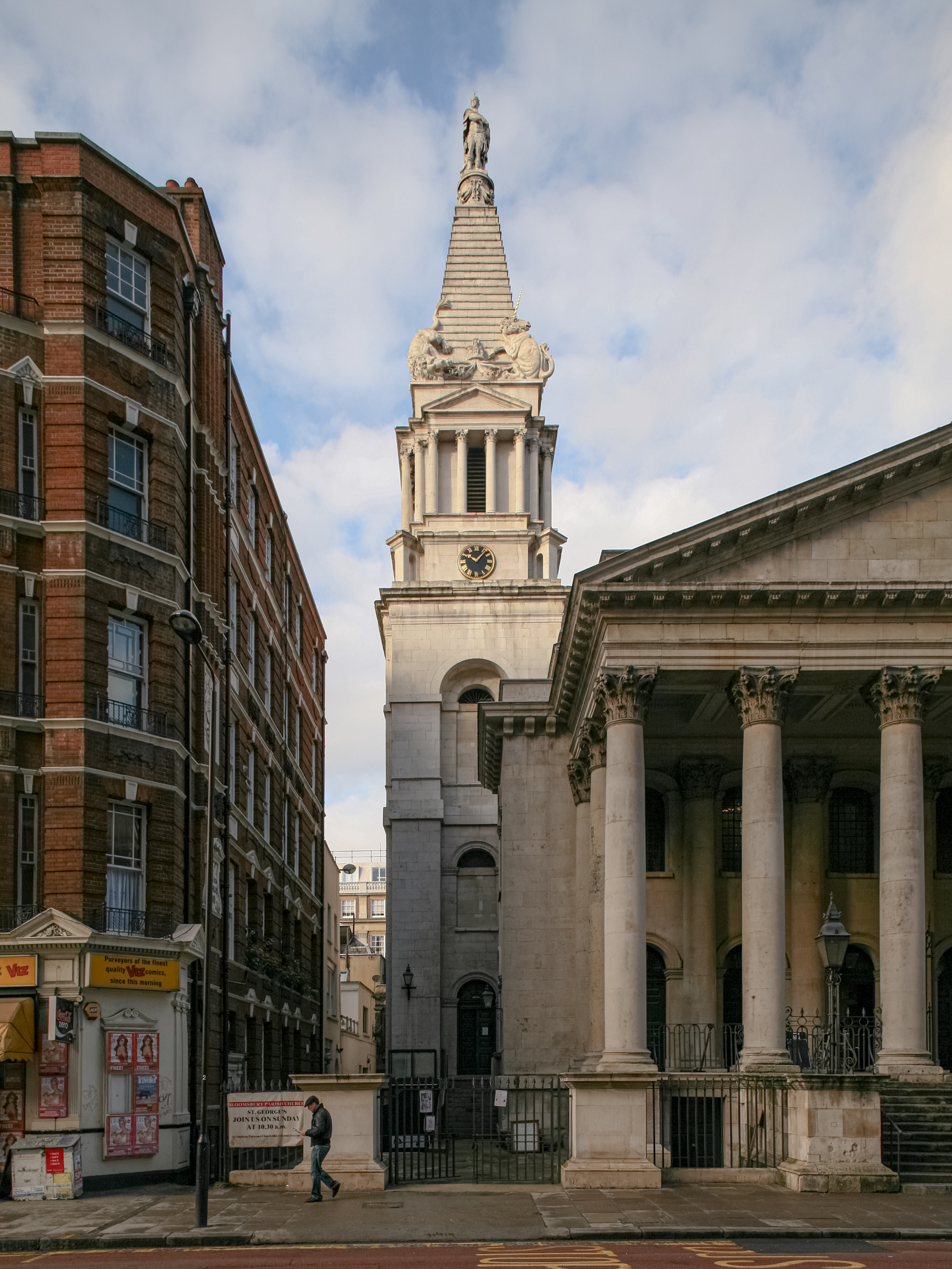
Церковь Святого Георгия в Блумсбери. 1716–1731. Камден
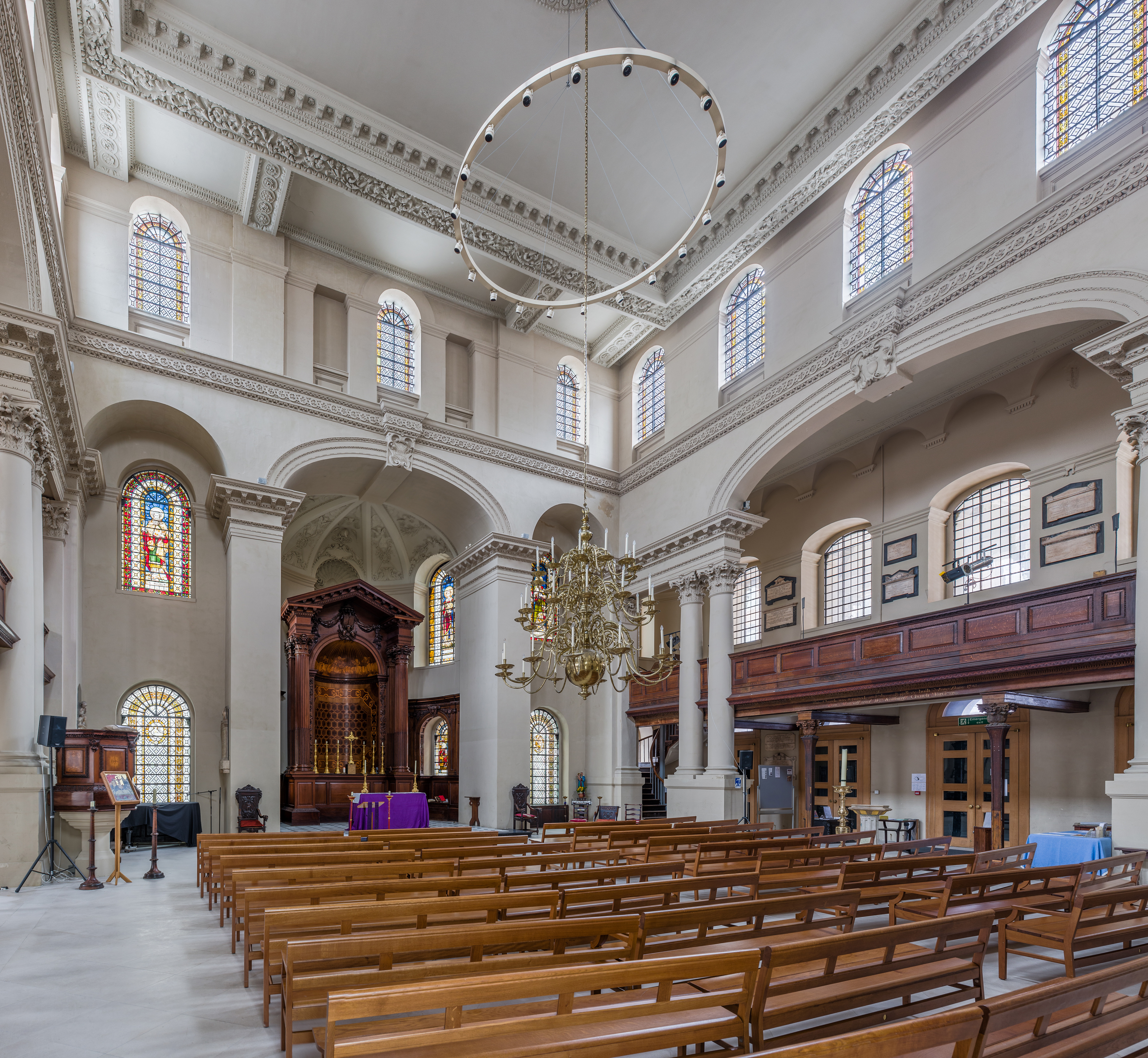
Церковь Святого Георгия в Блумсбери. Интерьер
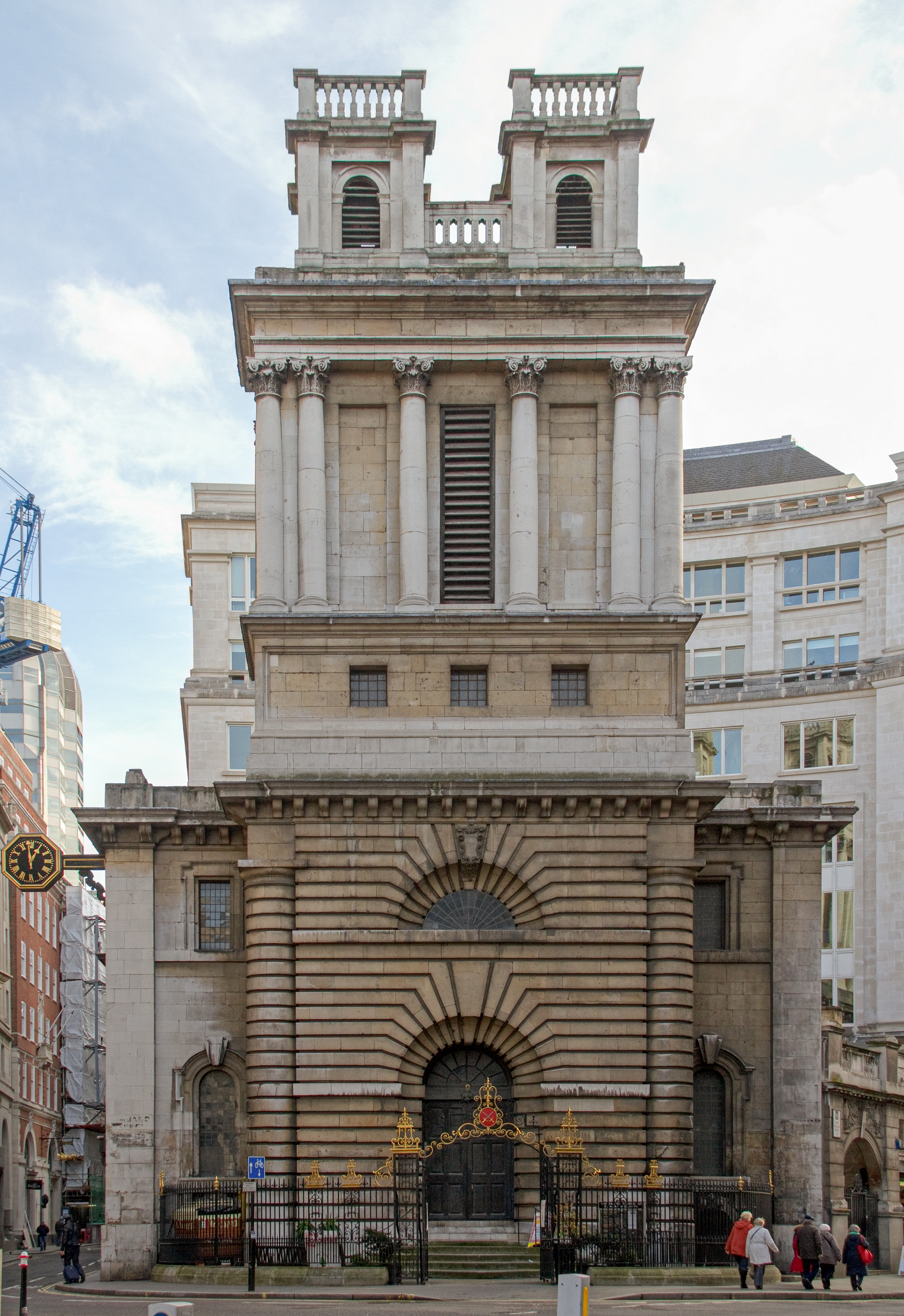
Церковь Святой Марии Вулнот. 1716–1723. Сити, Лондон
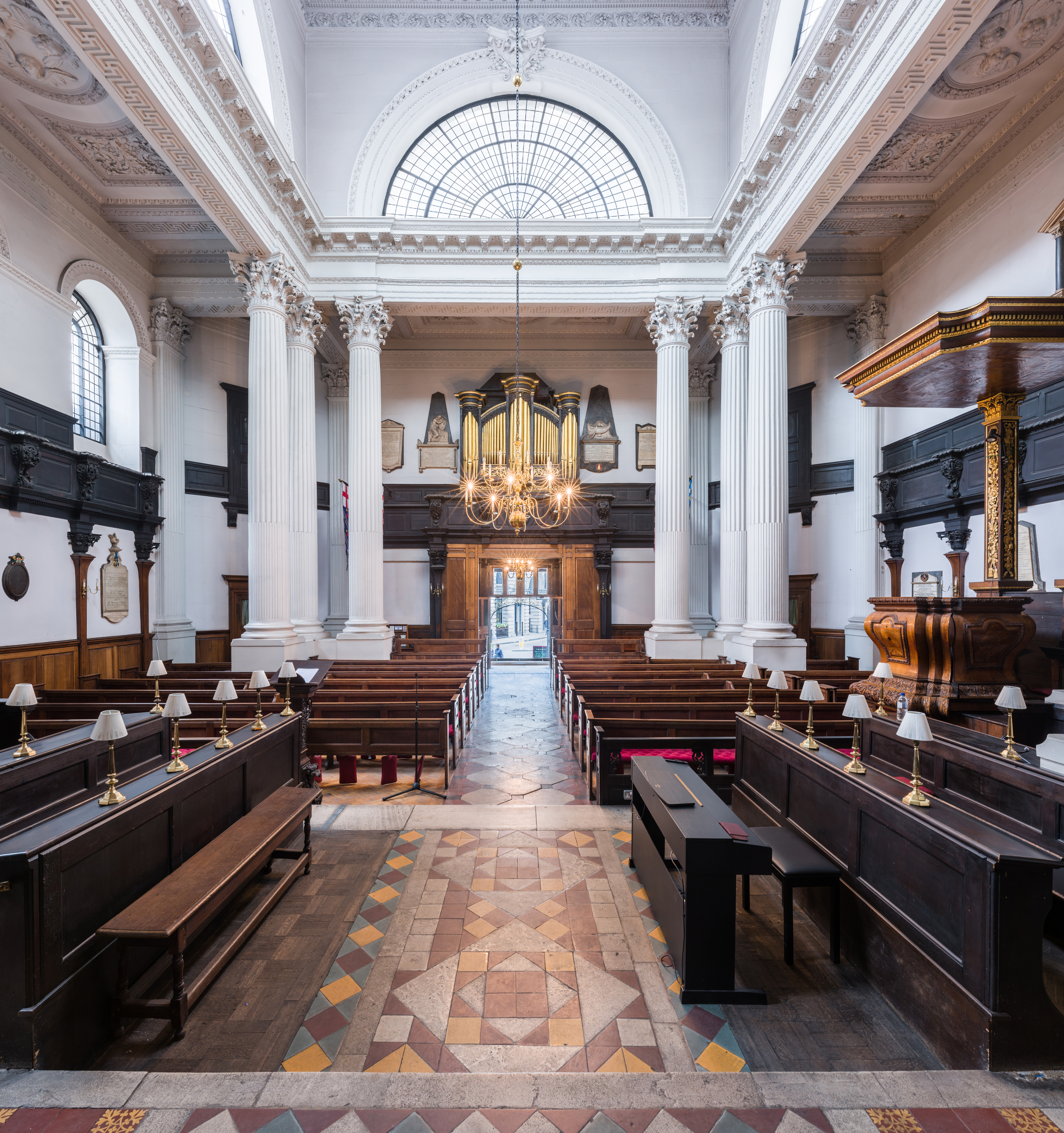
Церковь Святой Марии Вулнот. Интерьер
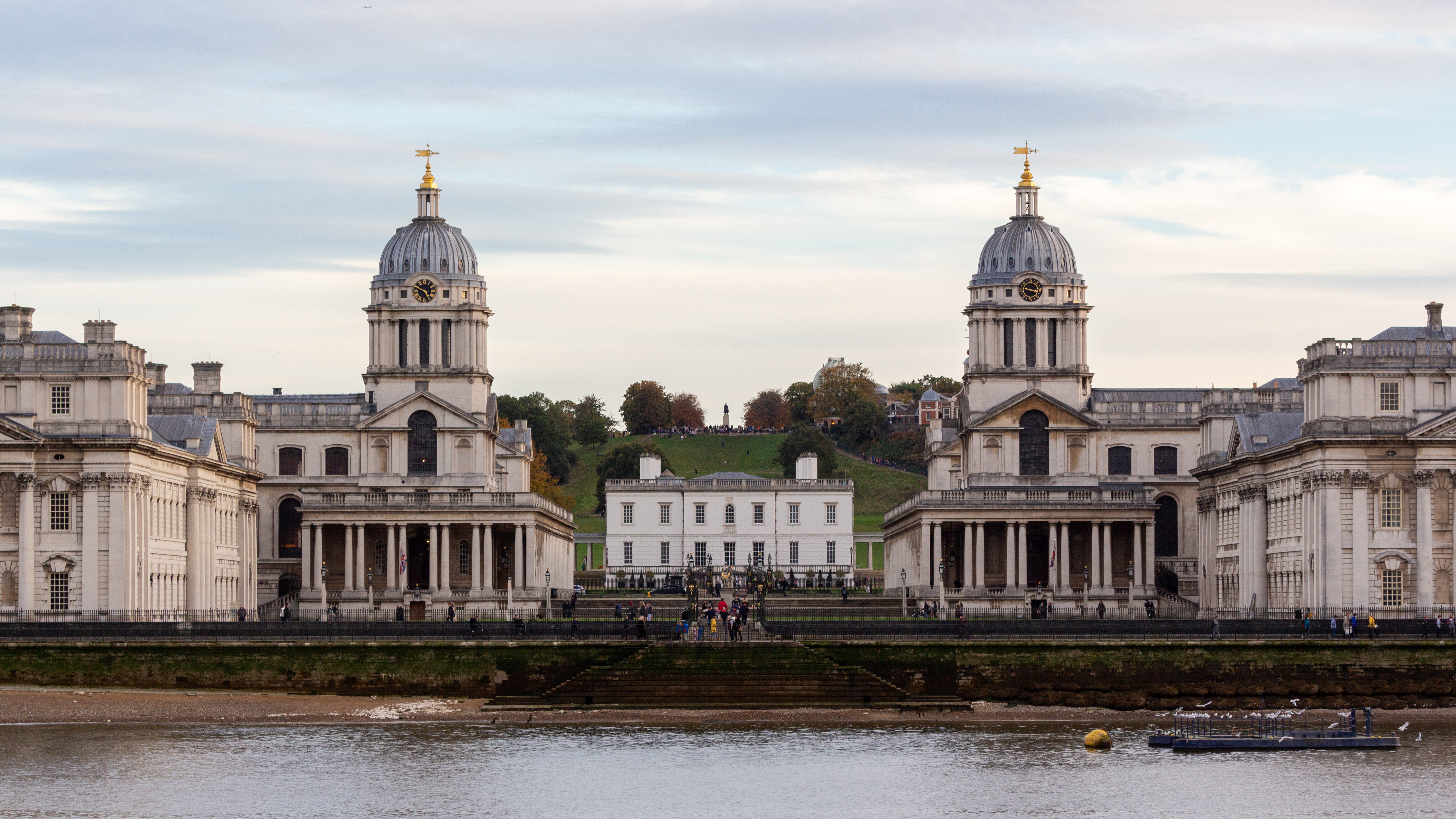
Корпус королевы. Морской госпиталь в Гринвиче. 1699—1702
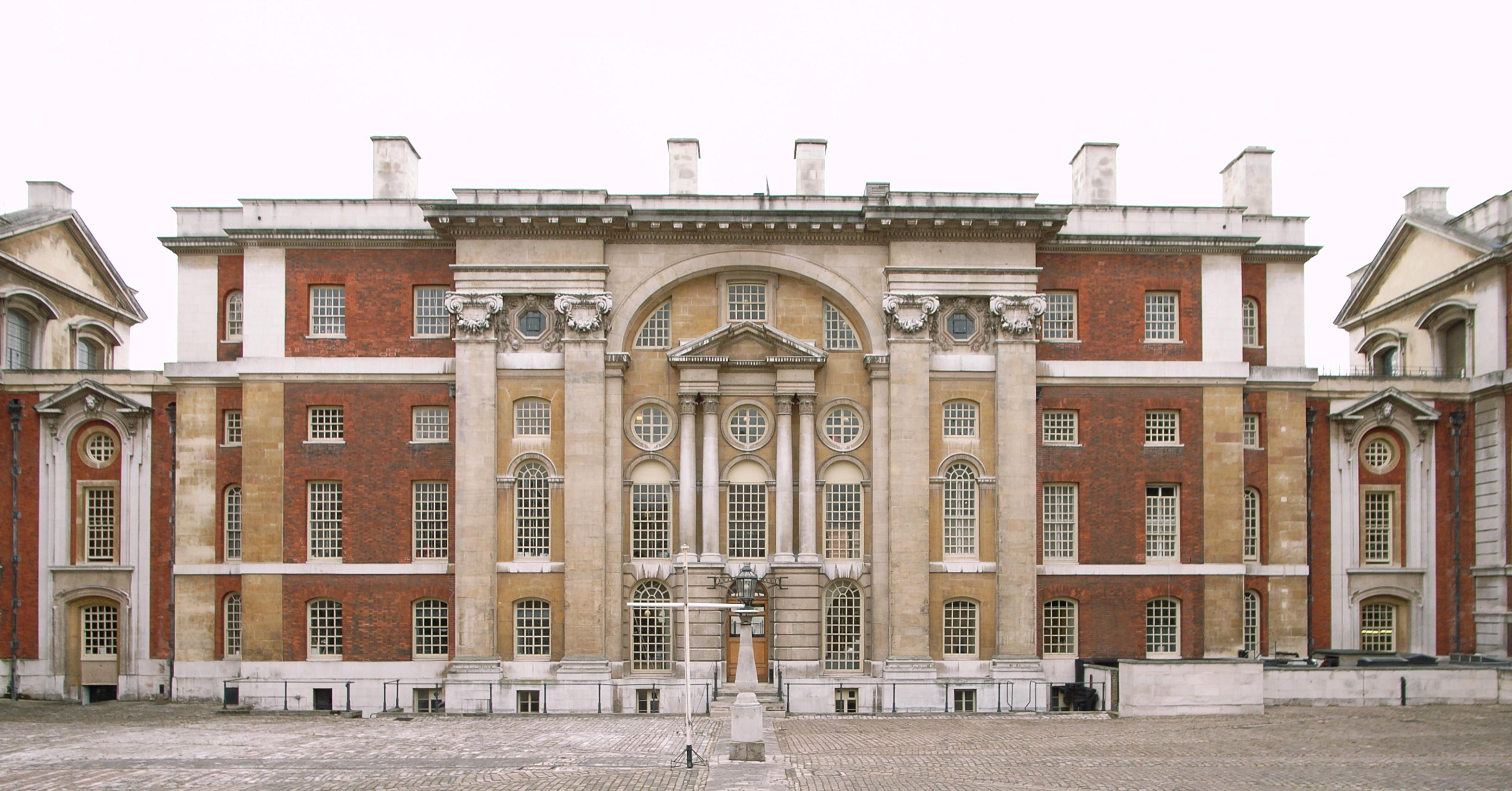
Корпус Короля Уильяма. Морской госпиталь в Гринвиче. Западный фасад
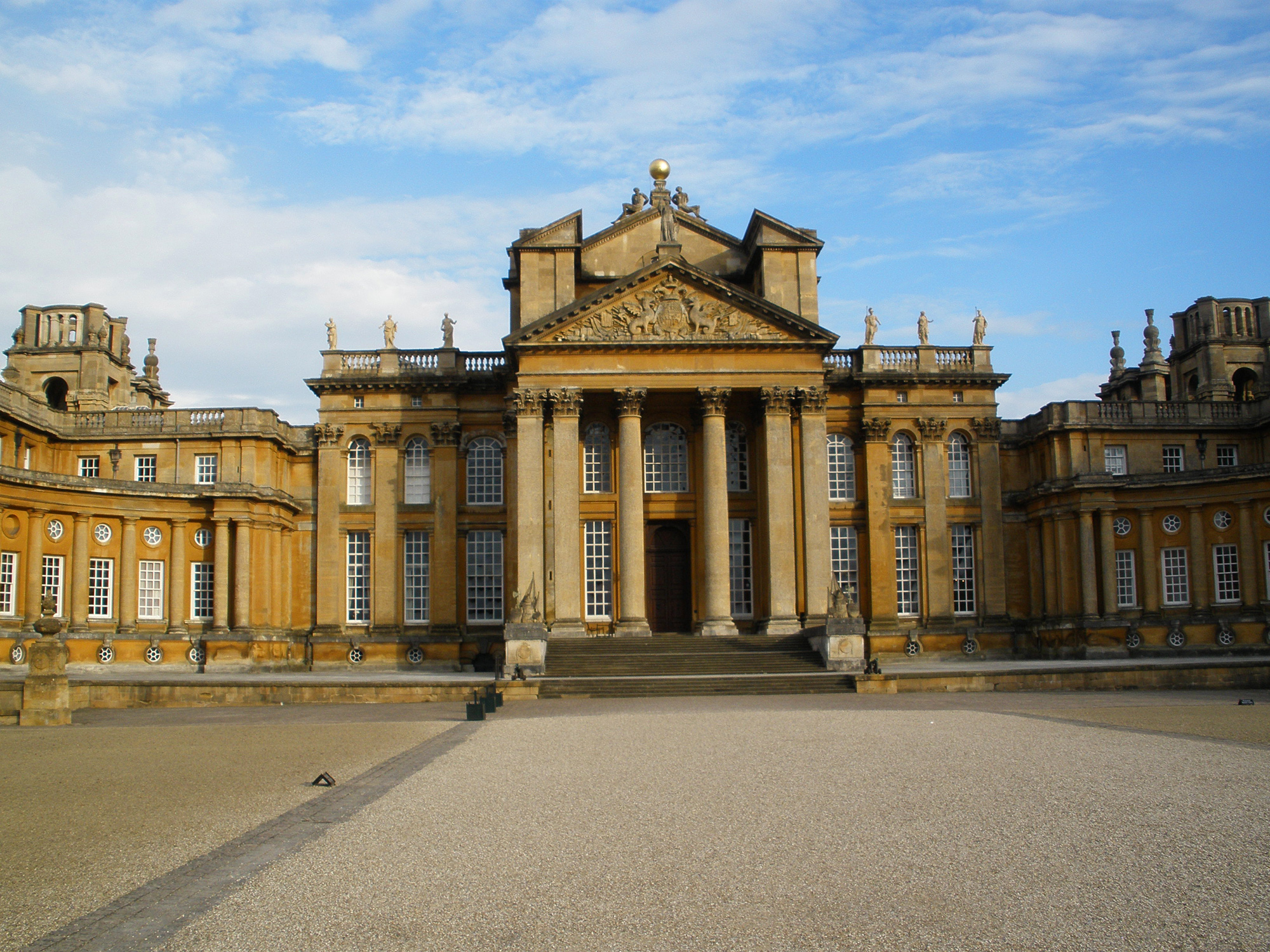
Бленхеймский дворец. Вудсток, Оксфордшир, Англия. Совместно с Дж. Ванбру. 1705—1724
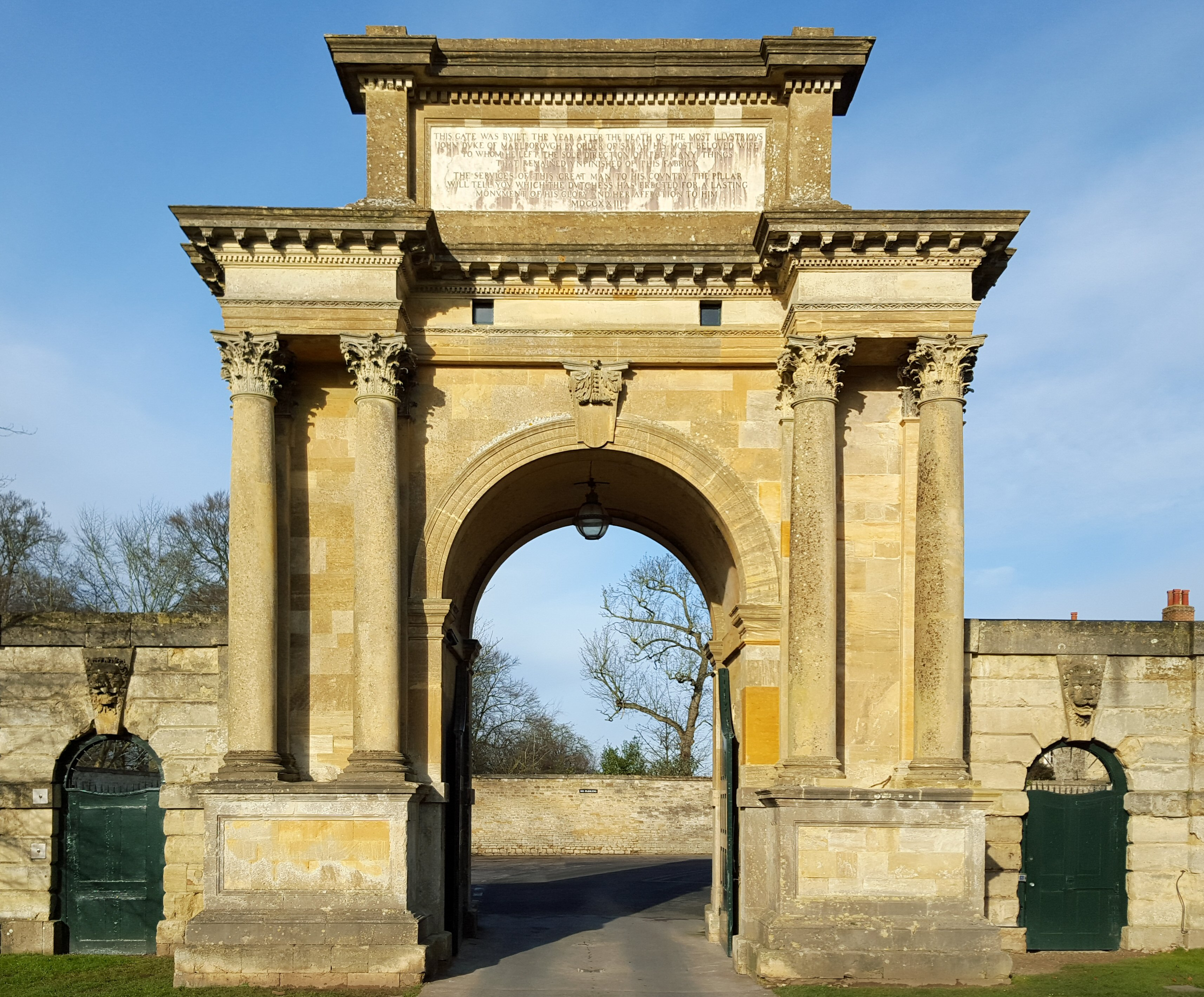
Ворота Вудсток. Дворец в Бленхейме. 1723
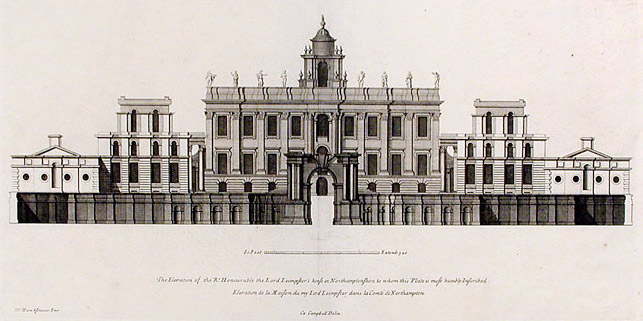
Истон Нестон-хаус. Проект. Ок. 1695
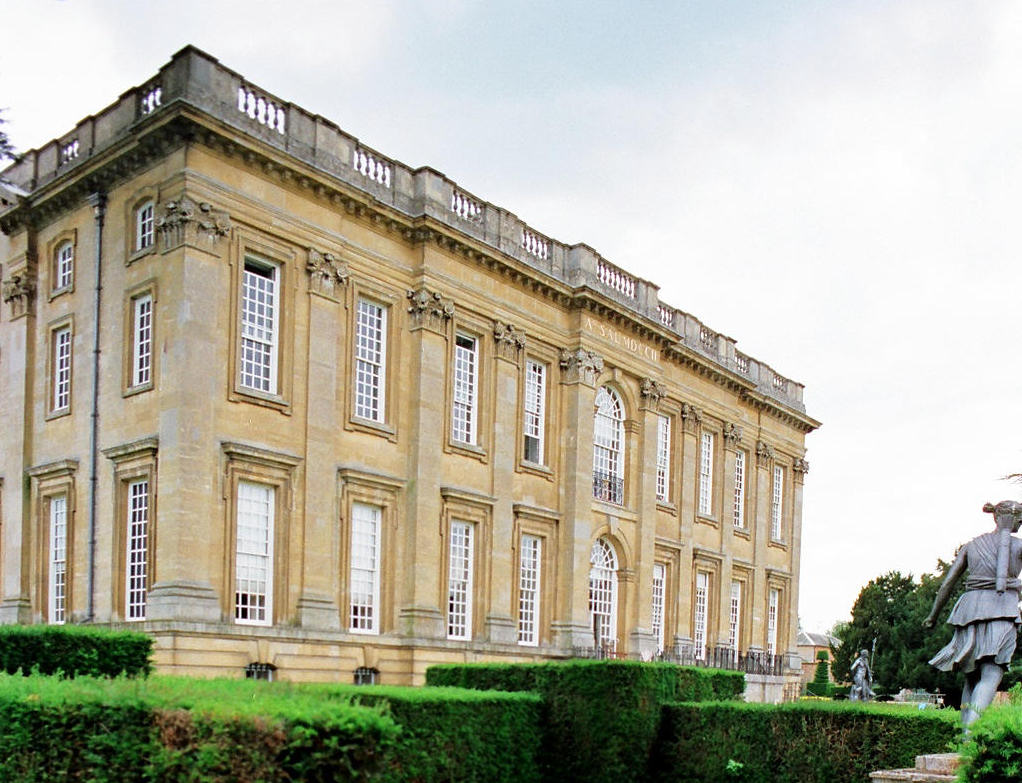
Истон Нестон-хаус. 1695—1710. Нортгемптоншир, Англия
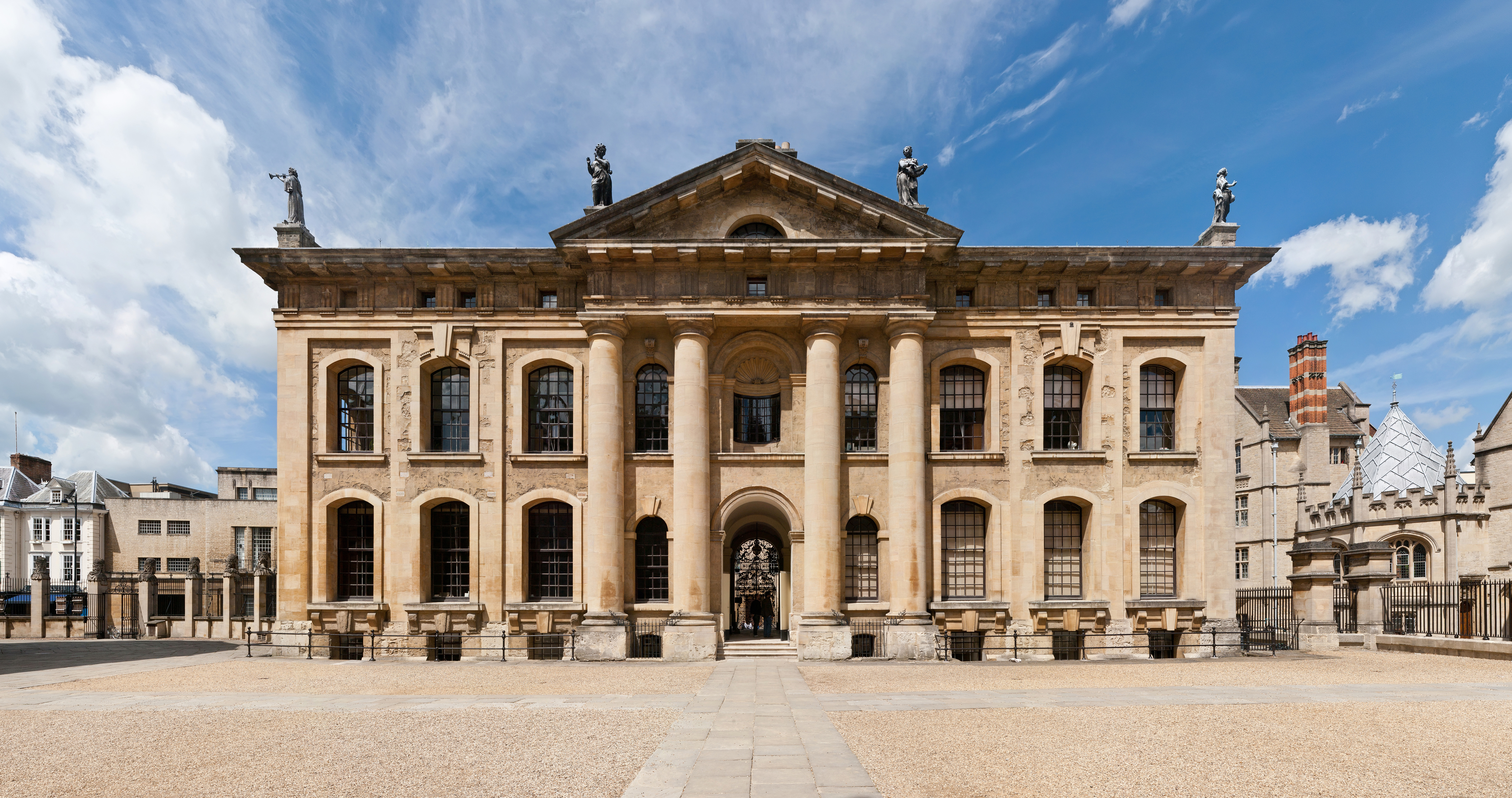
Кларендон-билдинг. Южный фасад. 1712—1713. Оксфорд
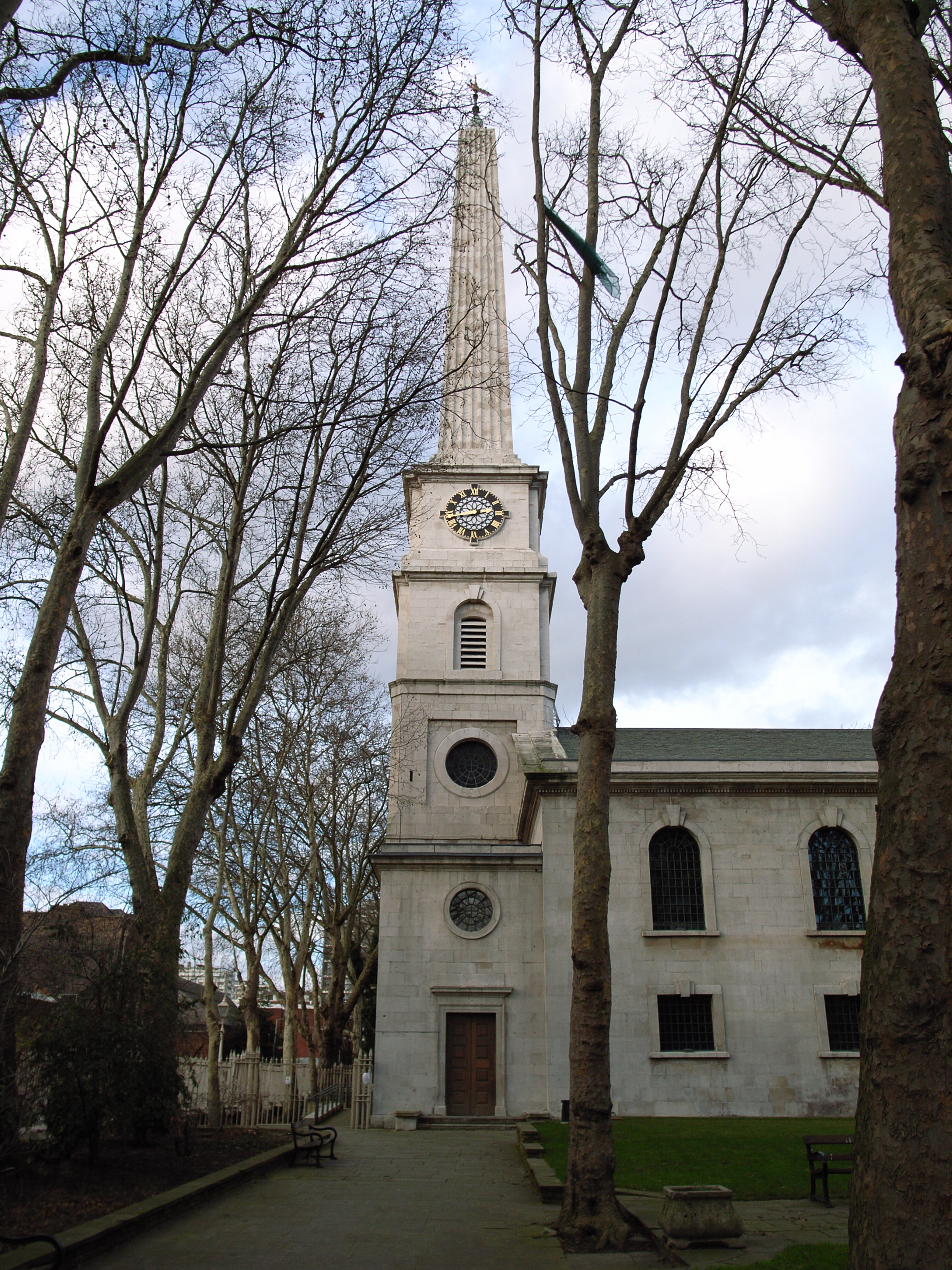
Башня церкви «Святого Луки на Старой улице». 1727–1733. Ислингтон, Лондон
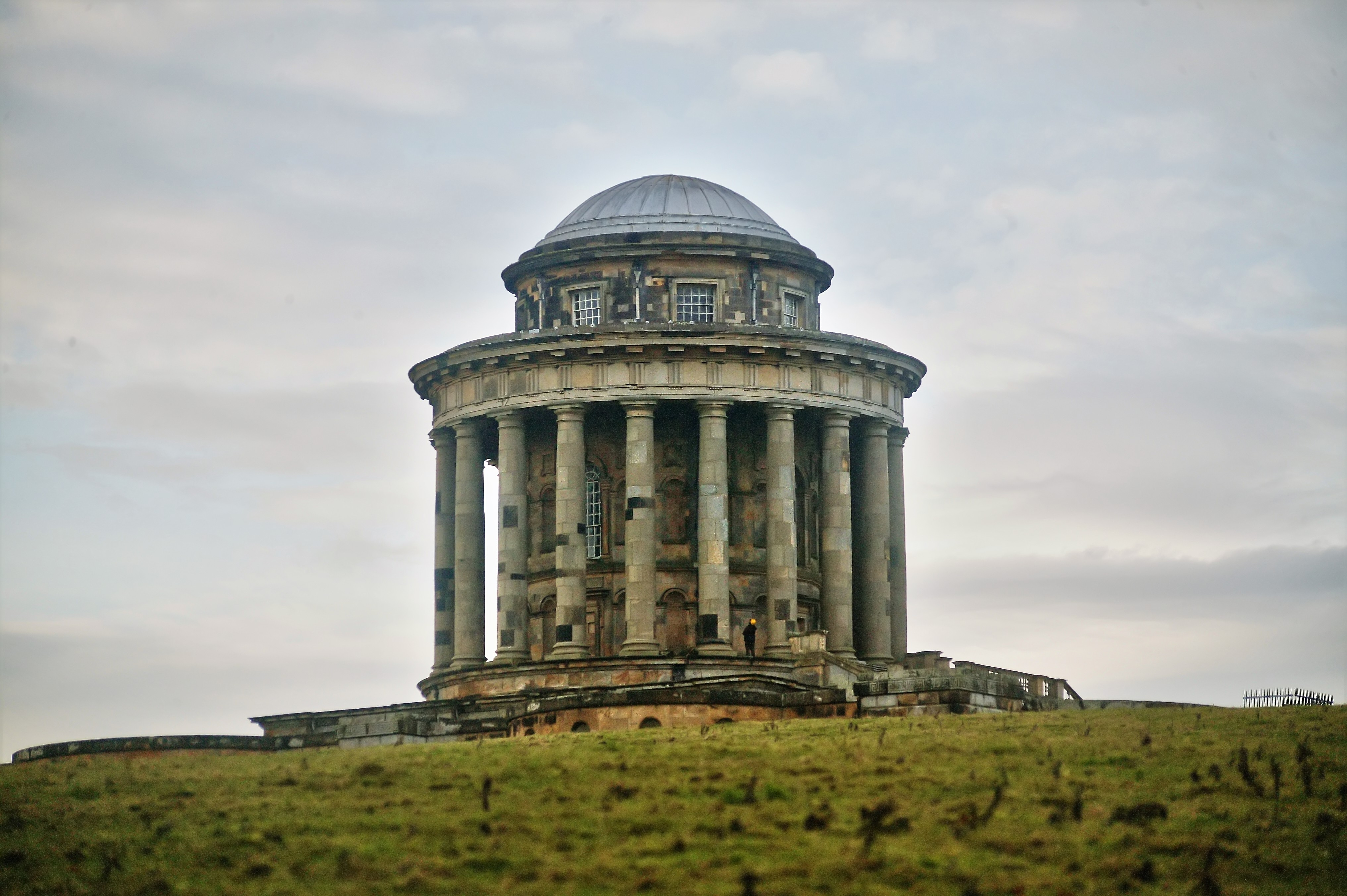
Мавзолей. Замок Говард. 1729–1742